# Сутоки (Лихославльский район)
Сутоки — опустевшая деревня в Лихославльском районе Тверской области.

## География
Находится в центральной части Тверской области на расстоянии приблизительно 21 км на север по прямой от районного центра города Лихославль.

## История
Деревня была отмечена ещё на карте Менде, состояние местности на которой соответствует 1848 году. В 1859 году здесь было учтено 14 дворов. В советское время работал колхоз «Красные Сутоки» и совхоз «Анцифаровский». До 2021 деревня входила в Сосновицкое сельское поселение Лихославльского района до его упразднения.

## Население
Численность населения: 66 человек (1859 год), 4 (азербайджанцы 75 %) в 2002 году, 0 в 2010.